# Robert Caby
Robert Caby, né le 25 mars 1905 à Venette (Oise) et mort le 3 octobre 1992 à Ballaivilliers (Essonne), est un compositeur et écrivain français. Caby était engagé dans la rédaction de critiques d'art et d'articles politiques, l'organisation de concerts, la création de dessins surréalistes et la gestion de livres et de peintures rares. Il avait un large cercle d'amis qui étaient d'importants musiciens et artistes de l'époque dont Erik Satie, Darius Milhaud, Pablo Picasso, Francis Poulenc, Charles Koechlin et Henri Sauguet.

## Biographie
En 1950, Caby rejoint Anne Terrier Laffaille et Marcel Despard pour former le Groupe « Melos ». Le groupe a adopté la devise de Satie « notre musique est garantie jouable ». Son manifeste déclarait « assez d'esthétique intellectuelle, assez de [pédantisme] savant, à bas la musique moderne, à bas la musique pour la technique, vive la musique pour le peuple! » Soutenu par Poulenc et Sauguet, le Groupe Melos a présenté un concert, puis s'est éteint.
Parfois Robert Caby est aussi considéré comme l'un des membres de l'École d'Arcueil (il la rejoindra plus tard, en 1925, après la mort de Satie). On pense plus communément que Robert Caby et Jacques Benoist-Méchin n'ont participé qu'aux concerts du groupe, mais n'en ont pas fait partie. Si l'on tient compte de l'histoire et de la composition de l'École d'Arcueil, cette distinction n'a pas de sens.
Au milieu des années 1960, il passe un temps considérable à la Bibliothèque nationale, effectuant des recherches et des arrangements d'œuvres inédites d'Erik Satie à partir de carnets de croquis. En coopération avec Salabert, il les fit tous publier à titre posthume, ce qui suscita un éveil de l'intérêt du public pour le compositeur.
Caby a écrit près de 900 œuvres, les chansons étant majoritaires, avec des paroles principalement de poètes célèbres tels que Guillaume Apollinaire. Certaines de ses plus grandes influences étaient Erik Satie, Emmanuel Chabrier, Claude Debussy, Ludwig van Beethoven et Franz Schubert. En 1947, Marianne Oswald a interprété certaines de ses chansons dans une émission de radio française. En 1959, le premier disque phonographique est produit — Jacques Douai interprétant la chanson « Belle Belle ». Ce n'est qu'en 2001 qu'un deuxième enregistrement est paru — Olof Höjer interprétant une large sélection d'œuvres pour piano.